# Backlash (2009)
Backlash (2009) foi um evento pay-per-view de wrestling profissional realizado pela World Wrestling Entertainment, ocorreu no dia 26 de abril de 2009 no Dunkin' Donuts Center na cidade de Providence, Rhode Island. Esta foi a décima primeira e última edição da cronologia do Backlash.

## Antes do evento
Backlash teve lutas de wrestling profissional de diferentes lutadores com rivalidades e histórias pré-determinadas que se desenvolveram na Raw, SmackDown e ECW — programas de televisão da World Wrestling Entertainment. Os lutadores interpretaram um vilão ou um mocinho seguindo uma série de eventos para gerar tensão, culminando em várias lutas.
Na Monday Night Raw de 6 de abril, foi anunciado que Vince McMahon, Triple H e Shane McMahon enfrentariam Randy Orton, Ted DiBiase e Cody Rhodes, com o título de Triple H em jogo. Na mesma noite, Orton atacou Vince, que será substituido na luta por Batista. No WWE Superstars de 16 de abril, Rhodes derrotou Shane por DQ, após McMahon o atacar com uma cadeira. No "Friday Night SmackDown!" do dia seguinte, Batista derrotou Ted DiBiase. No RAW seguinte. Triple H e Randy Orton tiveram uma luta sem DQ, onde Orton saiu vitorioso. No SmackDown! de 24 de abril, dois dias antes do Backlash, Shane e Batista derrotaram Rhodes e DiBiase.
No ECW de 7 de abril, a General Manager interina Tiffany anunciou uma Elimination Chase que aconteceria nas próximas semanas envolvendo Finlay, Tommy Dreamer, Christian e Mark Henry para uma luta contra Jack Swagger pelo ECW Championship no Backlash. Na Fatal 4-Way da mesma noite, Henry foi eliminado ao sofrer o pin por Finlay. Na semana seguinte, na ECW de 14 de abril, numa Triple Treath, Finlay fez o pin em Tommy Dreamer, o eliminando. No WWE Superstars de 16 de abril, Christian derrotou Finlay, se tornando o oponente de Swagger no Backlash.
O feud dos irmãos Matt Hardy e Jeff Hardy, após diversos ataques e interferências, culminou em uma Stretcher match, no SmackDown de 10 de abril. No SmackDown da semana seguinte, Matt interferiu na luta de Jeff contra The Big Show. Foi anunciado que os dois irmãos se enfrentarão no Backlash numa "I Quit" match.
No RAW de 20 de abril, foi anunciada uma luta entre Chris Jericho e Ricky Steamboat, feud que já vinha de semanas antes do WrestleMania, enquanto Jericho humilhava lendas do wrestling.
A feud de John Cena e Edge pelo World Heavyweight Championship continuou após o WrestleMania. Foi anunciado que o título de Cena estaria em jogo em uma Last Man Standing match. No RAW de 20 de abril, Edge invadiu uma luta entre Cena e Jericho, atacando o campeão com uma cadeira.
Após a Money in the Bank ladder match no WrestleMania, o Mr. Money In The Bank, CM Punk começou uma feud com Kane, que culminou em uma luta no Backlash.

## Evento
Antes do evento televisionado, Dolph Ziggler foi derrotado por Kofi Kingston em uma luta exclusiva para o público no local.
O evento começou com o ECW Champion, Jack Swagger, defendendo seu título contra Christian. No começo da luta, Swagger dominou seu oponente, conseguindo derrubá-lo com takedowns, slams e suplexes. Depois de se esquivar de alguns golpes de Swagger, Christian conseguiu dominar. Os dois tiraram a proteção de seus respectivos corners, e Swagger acabou acertando a cabeça no poste. Christian realizou seu Killswitch, vencendo a luta e se tornando pela primeira vez ECW Champion.
A luta seguinte foi entre Chris Jericho e Ricky Steamboat, em sua primeira luta individual desde 1994. A luta foi centrado nos ataques de Jericho, e Steamboat desviando e conseguindo competir com o oponente mais jovem. Depois de um Codebreaker, Jericho aplicou a Walls of Jericho, fazendo Steamboat desistir. Após a luta, Steamboat recebeu aplausos em pé da platéia.

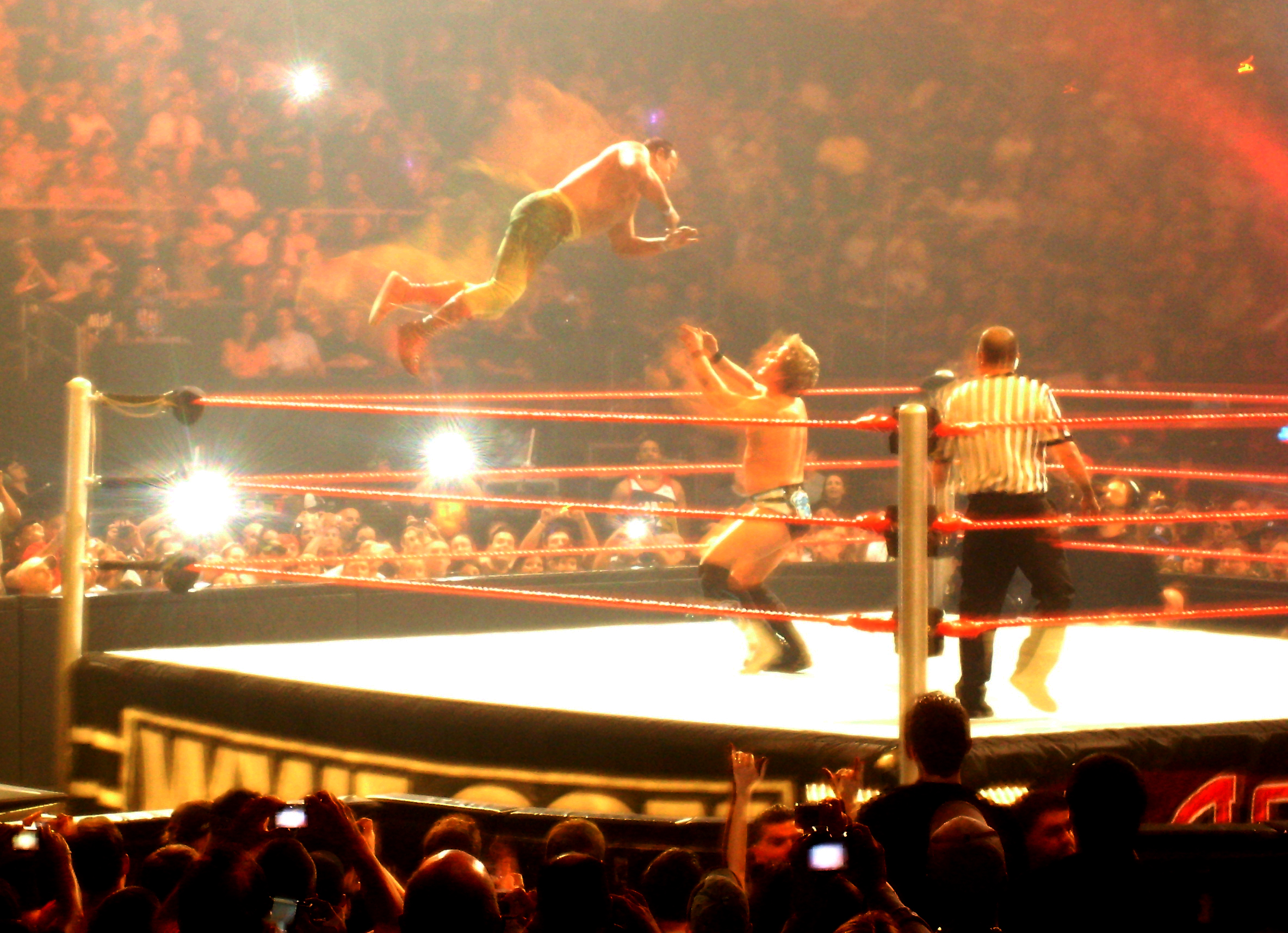
Ricky "The Dragon" Steamboat saltando sobre Chris Jericho

CM Punk lutou contra Kane, na luta seguinte. Para não deixar Kane aplicar o Chokeslam, Punk concentrou seus golpes nos braços do oponente. Kane conseguiu aplicar uma versão diferente do golpe, vencendo a luta.
A quarta luta do show foi uma "I Quit" match entre os irmãos Jeff Hardy e Matt Hardy. Os dois se atacaram brutalmente durante a luta, com muitas tentativas de submissão, mas nenhum desistiu. Jeff tomou a dianteira, amarrando Matt a uma mesa usando cordas e fita adesiva. Ele pegou uma escada e ameaçou aplicar uma Swanton Bomb em Matt, que desistiu. Mesmo assim, Jeff subiu no poste e aplicou o leg drop no irmão.
Santina Marella, que na verdade é Santino Marella travestido e fingindo ser a própria irmã gêmea foi ao ringue, seguida por The Great Khali, que queria um beijo. Santina recusou, dizendo estar apaixonada por outro homem, o comentarista Jim Ross. Beth Phoenix e Rosa Mendes foram ao ringue, onde Beth zombou a inocência de Khali e desafiou Santina a uma luta pelo título de "Miss WrestleMania". Antes da luta começar, Khali atacou Phoenix, que desmaiou, dando a vitória a Santina.

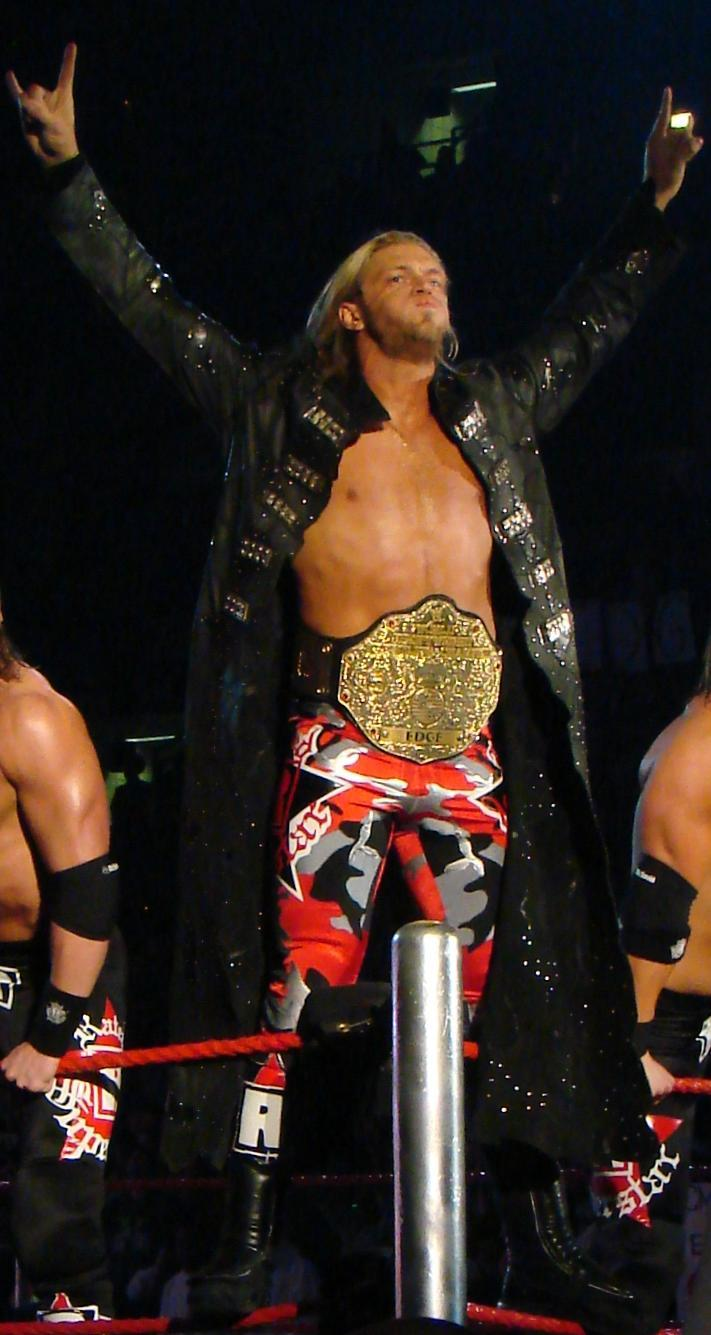
Edge venceu o World Heavyweight Championship.

A primeira das duas lutas principais foi a Six-Man Tag Team match pelo WWE Championship, entre os times do campeão Triple H, Batista e Shane McMahon contra Randy Orton, Cody Rhodes e Ted DiBiase. A luta começou com Triple H arrastando Orton a pancadas para o backstage. Quando Orton retornou, a luta foi centrada em Rhodes e DiBiase isolando os oponentes durante a luta, sempre os arrastando para longe do corner, os impossibilitando de fazer a tag. Enquanto Triple H lutava com Orton, Batista estava fora do ringue, pronto para acertar Rhodes com uma cadeira, o que levaria Triple H a perder o título. Ele tomou a cadeira de Batista, sendo recebido por um RKO de Orton, seguido por um chute na cabeça. Orton fez o pin, se tornando WWE Champion pela terceira vez. Triple H saiu do ringue em uma maca.
A última luta teve o World Heavyweight Champion John Cena defendendo seu título contra Edge, em uma Last Man Standing match. A luta começou entre um tentando nocautear o outro, mas sem sucesso. Eles continuaram a luta até a rampa de entrada, foram interrompidos por The Big Show, que aplicou o Chokeslam em Cena, o jogando dentro de um tubo de iluminação. Cena não respondeu a contagem do juíz, que declarou Edge o campeão pela quinta vez. Cena foi retirado da arena em uma maca, como Triple H.

## Resultados
| #                              | Lutas                                                                                              | Estipulação                                                          | Duração      |
| ------------------------------ | -------------------------------------------------------------------------------------------------- | -------------------------------------------------------------------- | ------------ |
| Dark                           | Kofi Kingston derrotou Dolph Ziggler                                                               | Luta individual                                                      | Desconhecido |
| 1                              | Christian derrotou Jack Swagger (c)                                                                | Luta individual pelo ECW Championship                                | 11:00        |
| 2                              | Chris Jericho derrotou Ricky Steamboat                                                             | Luta individual                                                      | 12:31        |
| 3                              | Kane derrotou CM Punk                                                                              | Luta individual                                                      | 09:25        |
| 4                              | Jeff Hardy derrotou Matt Hardy                                                                     | Luta "I Quit"                                                        | 19:04        |
| 5                              | Santina Marella derrotou Beth Phoenix (com Rosa Mendes)                                            | Luta individual pelo título de "Miss WrestleMania"                   | 00:03        |
| 6                              | The Legacy (Randy Orton, Cody Rhodes e Ted DiBiase) derrotou Triple H (c), Batista e Shane McMahon | Luta de trios; Se Legacy vencesse, Orton ganharia o WWE Championship | 22:47        |
| 7                              | Edge derrotou John Cena (c)                                                                        | Luta Last Man Standing pelo World Heavyweight Championship           | 28:24        |
| (c) - Campeão(s) antes da luta | |                                                                      |              |